# Newportia mosquei
Newportia mosquei är en mångfotingart som beskrevs av González-Sponga 200. Newportia mosquei ingår i släktet Newportia och familjen Scolopocryptopidae.
Artens utbredningsområde är Venezuela. Inga underarter finns listade i Catalogue of Life.